# Central telefónica

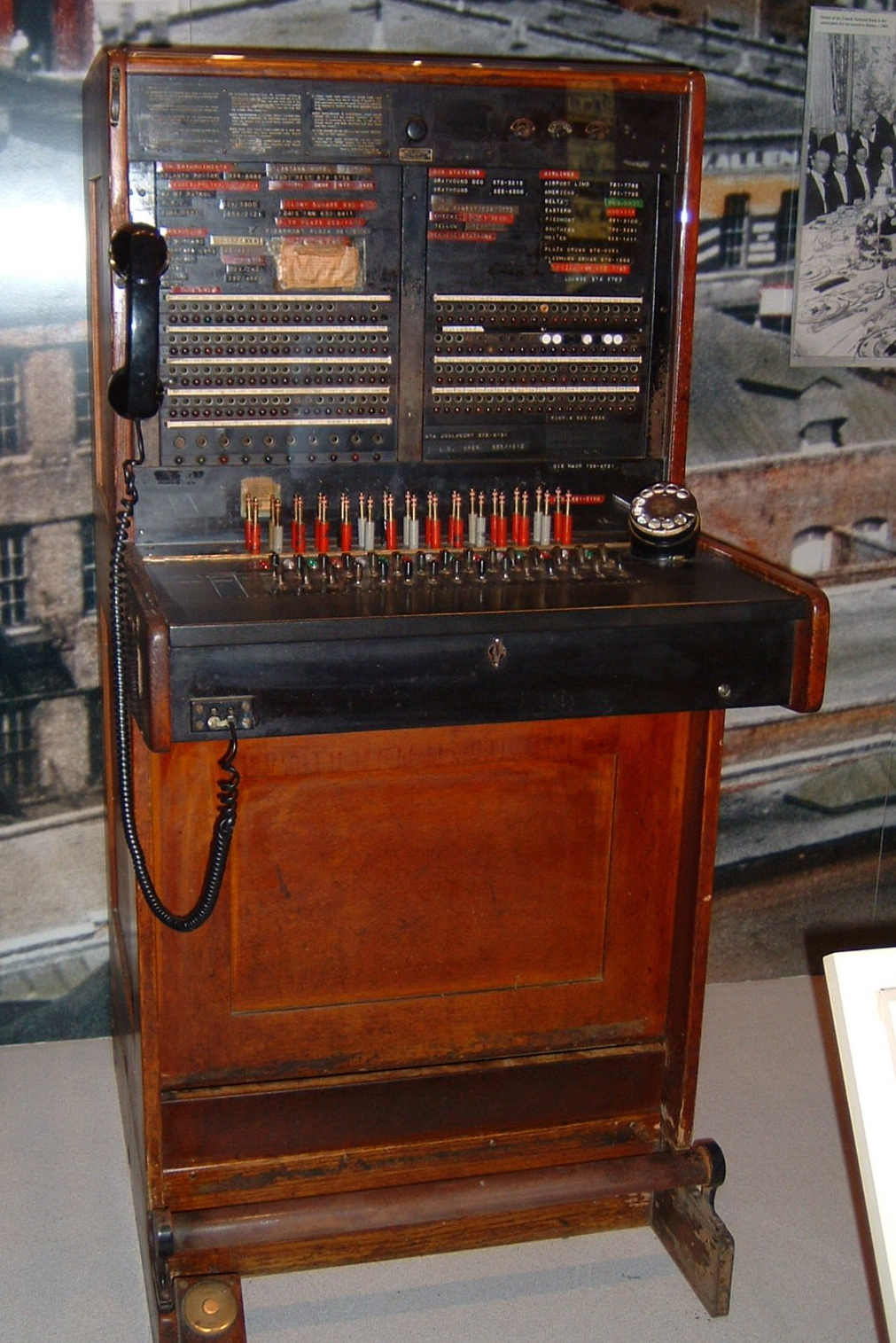
Central telefónica antigua.

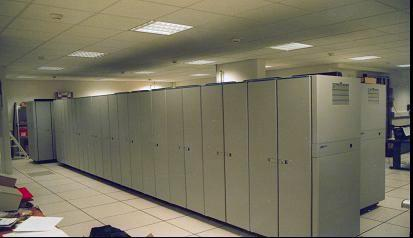
central telefónica moderna utilizada por una empresa operadora de telefonía en Francia (Nortel DMS)

En el campo de las telecomunicaciones, en un sentido amplio, una central telefónica es el lugar (puede ser un edificio, un local, una caseta, o un contenedor) utilizado por una empresa operadora de telefonía donde se alberga el equipo de conmutación y las demás instalaciones necesarias para la operación de las llamadas telefónicas. Es decir, es el lugar donde se establecen conexiones entre los lazos (bucles) de los abonados, bien directamente o bien mediante retransmisiones entre centrales, de la señal de voz. Las centrales se conectan entre sí mediante enlaces de comunicaciones entre centrales o enlaces intercentrales. En la central telefónica terminan las líneas de abonado y se originan los enlaces de comunicaciones con otras centrales telefónicas de igual o distinta jerarquía o, en su caso, parten los enlaces o circuitos interurbanos necesarios para la conexión con centrales de otras poblaciones.
Las centrales telefónicas se ubican en edificios destinados a albergar los equipos de transmisión y de conmutación que hacen posible la comunicación entre los diferentes abonados. Allí también se localizan los equipos de fuerza de energía y el repartidor general o MDF (Main distribution frame).
El término se utiliza en muchas ocasiones como sinónimo de equipo de conmutación más que como un edificio o una ubicación. En este sentido, en la actualidad una parte creciente de estos equipos ya no realizan tampoco la conmutación de manera física sino a través de paquetes de información, en lo que se llama a veces centralitas virtuales, un sistema de telefonía IP basado en la nube, usada de forma mayoritaria por empresas y organizaciones.
El término central telefónica también se emplea con frecuencia para denominar el lugar, el equipamiento, y material allí dispuesto (planta interna). Las centrales telefónicas privadas a diferencia de las centrales telefónicas públicas, intercomunican sedes o anexos dentro de una empresa u organización, y en ocasiones, estas sedes o anexos comparten por medio de esta central las líneas físicas o troncales suministradas por la central telefónica de la red pública, las que son utilizadas para comunicarse con el exterior.
La primera central telefónica fue inventada en 1877 por el húngaro Tivadar Puskás, quien trabajaba con Thomas Alva Edison.

## Jerarquía de centrales telefónicas
Los equipos de conmutación de una central telefónica pública se llaman también nodos telefónicos. Estos nodos se encuentran jerarquizados. Los nodos de acceso, más próximos a los abonados, se comunican con nodos de jerarquía más alta (regionales, provinciales, etc.), que facilitan la interconexión con otros nodos del operador o de otros operadores de telefonía pública básica conmutada o de otros servicios de telecomunicación como ADSL.
La Jerarquía de las Centrales telefónicas podemos definirla como:

- Centrales Urbanas
- Centrales Interurbanas
- Centrales Automáticas Internacionales
- Centrales de Tránsito

### Centrales urbanas y centrales rurales

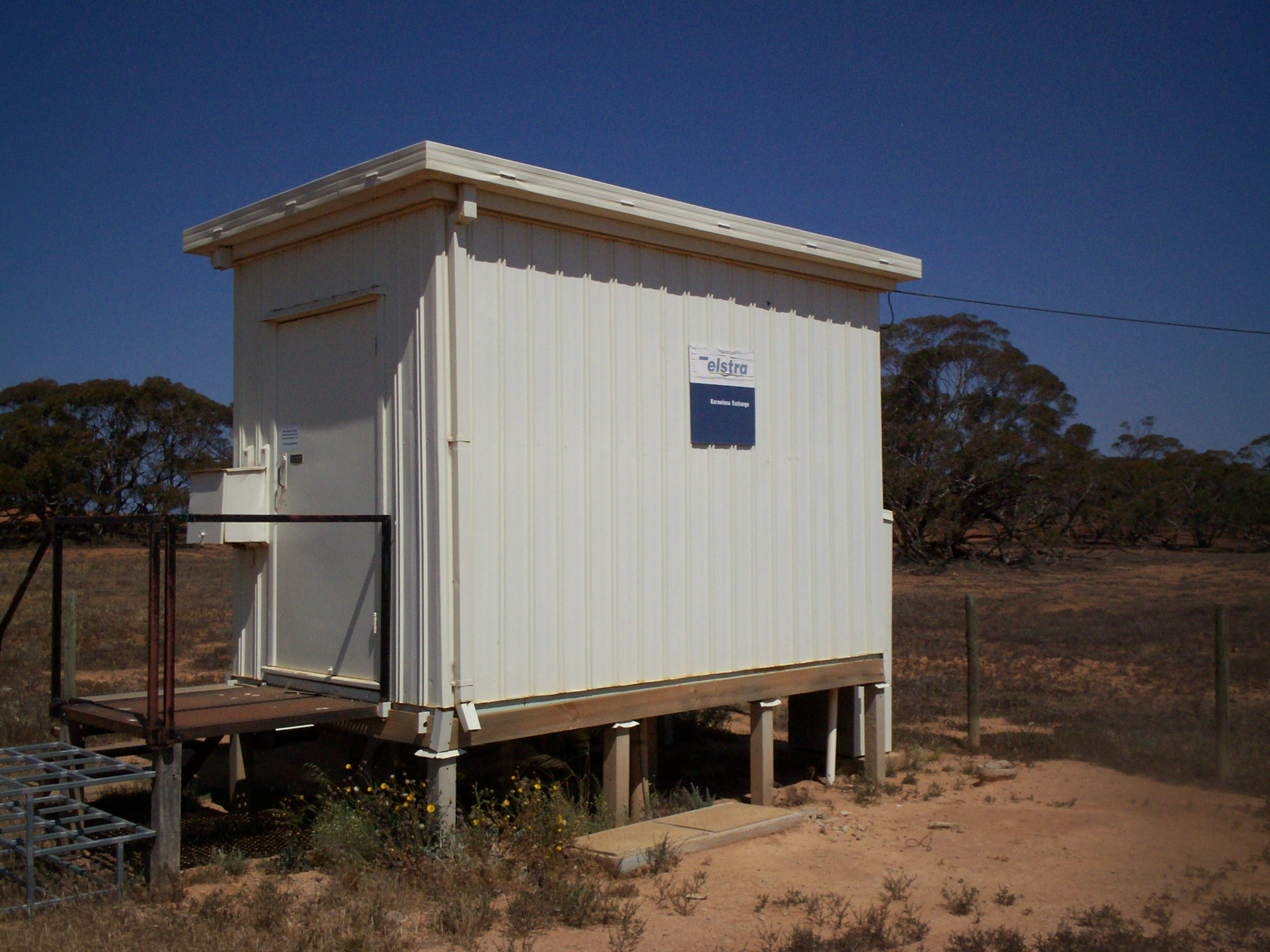
Una caseta rural de una central telefónica australiana

En las ciudades se encuentran edificios de centrales telefónicas que albergan numerosos equipos y material y a los que acceden a través del sótano del edificio mazos de cable que agrupan numerosos pares de abonado de la ciudad o parte de ella.
En las zonas rurales o alejadas de núcleos urbanos se construyen casetas de menor dimensión y equipamiento, pero funcionalmente idénticas a las centrales de las ciudades.

## Equipos y material contenidos en la central telefónica
Entre los equipos y material contenido se incluyen los siguientes elementos:
- El equipo de conmutación.
- Los equipos de transmisión entre centrales (que utilizan cable coaxial, los cables de pares o fibra óptica).
- El repartidor principal de cable (interconecta los pares de los abonados con los cables de entrada a la central).
- Equipos de ventilación.
- Los equipos de alimentación eléctrica.
- Las baterías de apoyo y el grupo electrógeno de emergencia.
- Cables, empalmes, etc.

Los dos primeros elementos se disponen en racks colocados en bastidores.

### Sótano o túnel de cables
Hasta la central telefónica llegan canalizaciones que conducen numerosos cables de cobre, denominados pares de abonado (generalmente por el sótano). Desde la central parten las fibras ópticas o cables de pares para realizar el enlace de comunicaciones a través de postes o canalizaciones.
Los cables que contienen los pares que vienen desde los abonados acceden a la central a través de galerías subterráneas hasta el repartidor principal o MDF, donde acaban dichos pares.

### Repartidor o distribuidor principal
En el repartidor principal se realizan los puentes adecuados para unir con los pares procedentes de los abonados, los cables del equipo de conmutación telefónica o los cables del DSLAM si el servicio ADSL ha sido contratado por el cliente.
El repartidor principal (MDF “Main distribution frame”) es el nexo de unión entre planta interna y planta externa en la central telefónica.
El repartidor se ubica en una sala localizada en el edificio de la central, por lo general en la primera planta. Sobre el repartidor se ubica la sala de equipos y debajo del mismo se encuentra el sótano de cables. El repartidor principal contiene en su interior uno o más bastidores ubicados longitudinalmente. En cada bastidor se encuentra un panel para hilos verticales y otro para hilos horizontales. Los hilos horizontales están identificados y conectados a equipos de la central. Los hilos verticales están asociados a pares de la “red primaria" procedente de los abonados.
Cuando se va a efectuar una instalación se realiza un pase o interconexión física en una posición de las regletas. Se conecta un par vías de la red primaria (es decir verticales) y equipos de la central (horizontales).

### Equipos de conmutación
En la Conmutación (redes de comunicación) de llamadas telefónicas se realiza la conexión entre diferentes nodos que existen en distintos lugares y distancias para lograr un camino apropiado para conectar dos usuarios de la red de telefonía. En la conmutación de llamadas telefónicas se establece un camino físico entre los medios de comunicación previo a la conexión entre los usuarios. Este camino permanece activo durante la comunicación entre los abonados, liberándose al terminar la comunicación.
La telefonía convencional RTB (Red Telefónica Básica) o RTC (Red Telefónica Conmutada) es atendida por equipos de conmutación digitales. Las centrales digitales son la evolución de las primeras centrales manuales y centrales automáticas analógicas electromecánicas. 
Las centrales permiten conectar dos abonados que dependen de la misma central o iniciar (o recibir) una llamada con un abonado de otra central a través de una o varias centrales que interconectan a las centrales de las que dependen esos abonados. 
El uso de procesadores permitió reemplazar todos los sistemas citados anteriormente. Los ordenadores realizan las conexiones de la misma manera que lo hacían los sistemas mecánicos con operadores humanos. Si se marca desde un teléfono un conjunto de números, los sistemas pueden detectar si se trata de una llamada local o de larga distancia. Los dígitos marcados se transmiten a través de la cadena de centrales que establecen la llamada a través de las líneas de transmisión que unen las centrales.

### Equipos de transmisión: enlaces de comunicaciones intercentrales

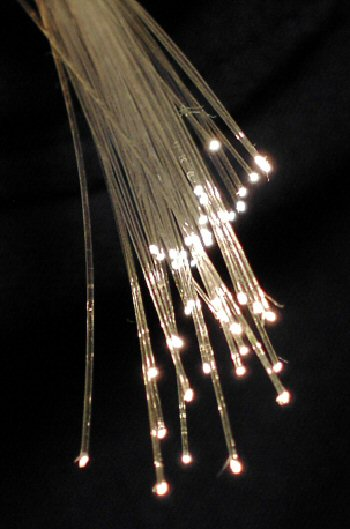
La fibra óptica como medio de transmisión

Para interconectar las centrales entre sí, se utilizan los equipos de transmisión o transporte que distribuyen por medios de transmisión, fibra óptica, cable coaxial, cables de pares, etc.) los flujos de datos o de voz digitalizada hacia su destino. La transmisión tiende a integrarse con los distintos servicios y redes de datos.

### Equipos de comunicación de datos ADSL

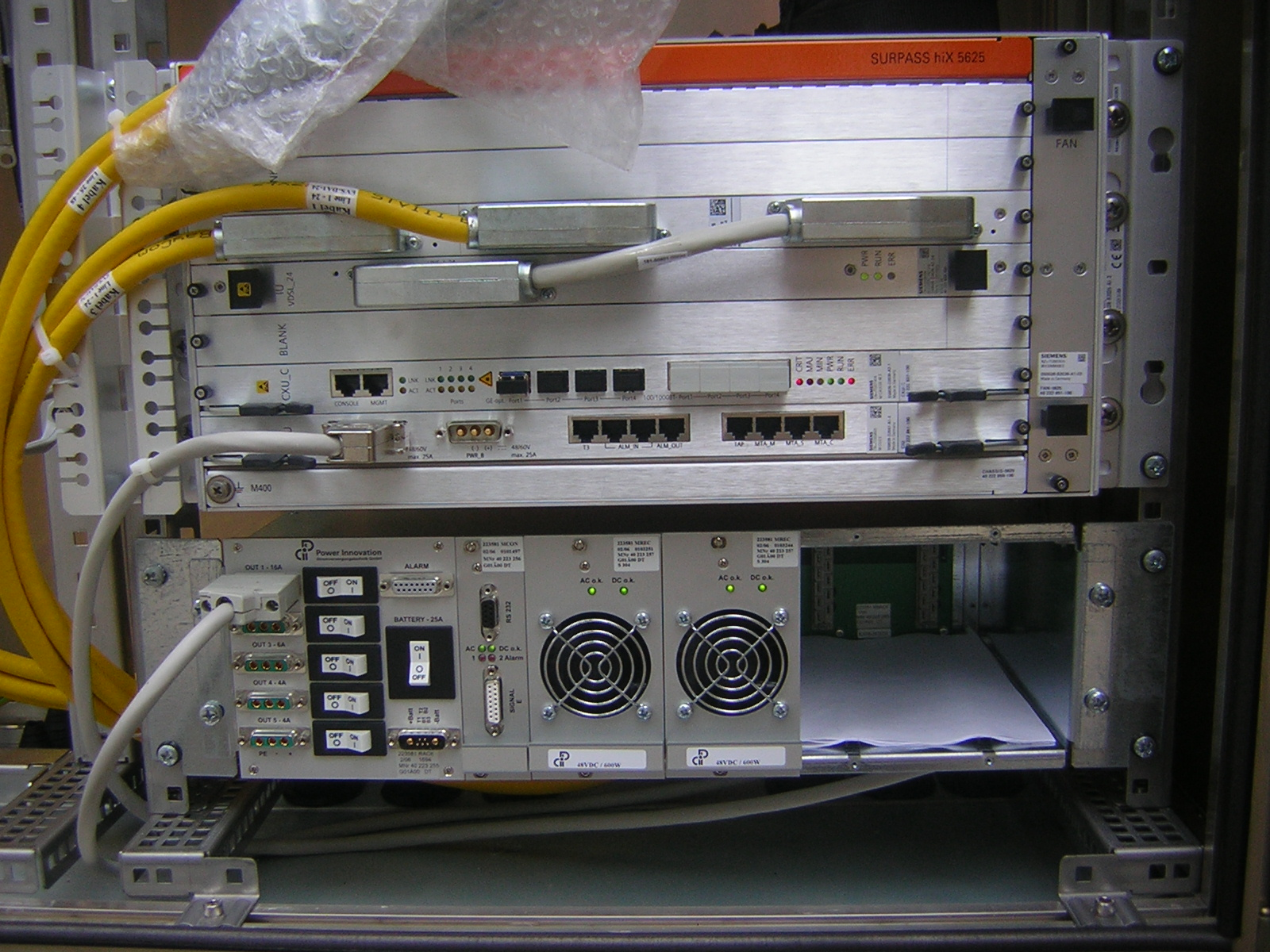
DSLAM para comunicación de datos ADSL.

Cuando el cliente requiere servicios de banda ancha ADSL en el repartidor principal se le comunica con otro equipo: el DSLAM. El DSLAM se puede considerar un módem que por un lado se conecta al equipo del abonado (módem o router) y por otro a un enlace de comunicaciones de alta velocidad que conduce otros nodos intermedios de datos que brindan acceso a Internet.

## Central telefónica digital
Una central telefónica digital es un conmutador analógico con tecnología digital. Las centrales convencionales automáticas fueron diseñadas con tecnología analógica, que realizaba las conexiones mediante mecanismos electromagnéticos y electromecánicos. 
Con los avances en tecnología digital, se mejoró el manejo de líneas pudiendo llegarse a conmutaciones más rápidas y señalizaciones más eficientes, como el SS7. Aparecieron equipos como por ejemplo el PCM30, que realizaban conversiones A/D y D/A de los canales de voz, para facilitar el intercambio de canales entre centrales, usando multiplexación de los canales digitalizados y transmisión de grupos de canales mediante jerarquías digitales plesiócronas y síncronas, permitieron más y mejores comunicaciones. En la central de destino, se regresaba a la forma analógica, lo que para el usuario final no significó cambio alguno. 
Las centrales telefónicas IP representan un cambio aún más profundo. Estas centrales convierten en el origen la voz en paquetes de datos (protocolo SIP, H.323 u otro) y estos paquetes son transmitidos por las redes de datos. Este equipo telefónico fue diseñado para ofrecer servicios de comunicación a través de la red IP. A esta aplicación se le conoce como voz por IP (VoIP), donde la dirección IP identifica a cada dispositivo dentro de la red. En el extremo de destino, obviamente, conversores adecuados decodifican los paquetes de datos, volviendo al formato analógico para que el usuario pueda interpretarlo. 
Con un buen codec y anchos de banda interesantes se están logrando muy buenos resultados y se estima que en un futuro (2025 quizás) la telefonía analógica convencional haya dejado de existir a manos de las conexiones VoIP.

## Central telefónica privada

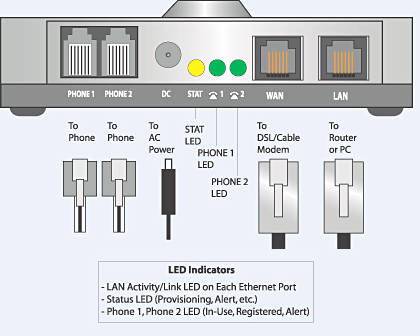
Módulo VoIP para extensiones(anexos) estándar

Una central telefónica privada, PABX o centralita telefónica se refiere a un "ramal privado de conmutación automática"; son conmutadores automáticos que normalmente pertenecen a las empresas. Permiten interconectar diferentes ambientes mediante aparatos telefónicos, además de manejar las llamadas telefónicas mediante líneas o troncales de las compañías telefónicas públicas. Existen diferentes tecnologías, antiguamente las centrales eran analógicas para luego incorporar en sus partes tecnología digital, todo sin muchos cambios para el usuario, en una evolución similar a la de las centrales públicas.  
La central telefónica IP es una central realmente digital. Es un equipo telefónico diseñado para ofrecer servicios de comunicación a través de las redes de datos. A esta tecnología se le conoce como voz por IP (VoIP), donde el IP es el llamado protocolo de Internet y la dirección IP, es la dirección por la cual se identifican los dispositivos dentro de la web. Con los componentes adecuados se puede manejar un número ilimitado de anexos localmente  o en sitios remotos vía Internet (en cualquier lugar del mundo), añadir video, conectarle troncales digitales o servicios de (VoIP) "SIP trunking" para llamadas internacionales a bajo costo. Los aparatos telefónicos que se usan se les llaman teléfonos IP o SIP y se conectan directamente a la red; o bien se usan adaptadores intermedios para poder continuar utilizando los antiguos aparatos. Por medio de puertos de enlaces se le conectan las líneas normales de las redes telefónicas públicas y anexos analógicos para teléfonos estándar (faxes, inalámbricos contestadoras, etc.).
Al integrar la informática con la telefonía (CTI) se obtienen muchas ventajas, como el poder comunicarse con un contacto dentro del programa administrativo de su empresa con tan solo un clic. Cuando este fuera de la oficina y le dejen un mensaje en su correo de voz, este puede ser dirigido a su correo electrónico personal como un archivo de voz. Incluso pueden integrarse con sistemas de reserva hotelera, por ejemplo, brindando posibilidades únicas de facturación y servicios al cliente. 
Para las grandes corporaciones internacionales las centrales IP se han convertido en un equipo muy conveniente. Estas centrales usan sistemas operativos como Windows o programas que corren en Linux, del llamado Código Abierto (Open Source). La apertura de sistemas operativos y programas gratuitos han hecho proliferar muchas centrales IP a buenos precios, algunas usando computadores modificados como hardware. 
Muchas empresas de telecomunicaciones están ofreciendo lo que llaman Centrales Virtuales, lo que en realidad ofrecen son anexos o extensiones con tecnología de VoIP, una ventaja para las empresas que tiene sucursales a nivel nacional, ya que podrán comunicarse entre las sucursales sin costo alguno, sin instalar equipo alguno, pero una verdadera central debe ofrecer comunicación interna dentro del local y para lograr esto necesitarían comprar tantas líneas como empleados tengan, lo que termina siendo muy costoso. La calidad de las llamadas de telefonía IP dependen en gran medida del operador de telefonía IP y de la calidad de la conexión a Internet disponible, como así también el grado de utilización de las líneas (nunca pueden estar operativas el 100 % de las líneas al mismo tiempo).
Las centrales convencionales analógicas o semi-digitales fueron diseñadas con lenguajes de programación muy sencillos y confiables, siendo siempre ensambladas sobre la base de sistemas encapsulados. Estos equipos nos acostumbraron a su confiabilidad y a su fácil configuración, no están expuestos a ataques por Internet ni a desperfectos debido a algún virus. La buena noticia es que todas las funciones extra que pueden darle las centrales IP pueden lograrse por medio de módulos que se conectan a sus centrales telefónicas convencionales. Para medianas empresas, una forma inteligente de migrar a esta nueva tecnología sería por medio de enlaces digitales E1/T1 por los cuales pueden conectar su central tradicional con una IP y de este modo tendrán lo mejor de los dos mundos.
La manera más económica de aprovechar esta nueva tecnología sería conectarse mediante módulos que nos dan servicio de VoIP por medio de extensiones análogas que pueden entrar a su central como una línea o troncal, esto les ofrece servicios económicos de llamadas a larga distancia y la posibilidad de tener extensiones en lugares distantes vía Internet con total seguridad, a bajo costo y sin sacrificar significativamente su ancho de banda. 

### Cancelación de redes analógicas
Tal como sucede con la telegrafía (en Estados Unidos, la compañía Western Union clausuró sus servicios telegráficos el 27 de enero de 2006) el servicio telefónico analógico tiende a desaparecer. En 2018, ciertos países como Francia y Alemania, anunciaron el fin de la telefonía convencional, cesando la venta e instalación de nuevas conexiones básicas y planificando el cierre y apagado de las centrales telefónicas conmutadas hacia 2023.
Las políticas comerciales modernas apuntan a la instalación de equipos que funcionan con redes de datos, bajo el sistema VoIP (voice over IP, voz sobre protocolo de Internet), combinando la provisión del servicio básico con otros tales como el streaming y el acceso a internet.

## Historia de las centrales telefónicas privadas electrónicas en América Latina

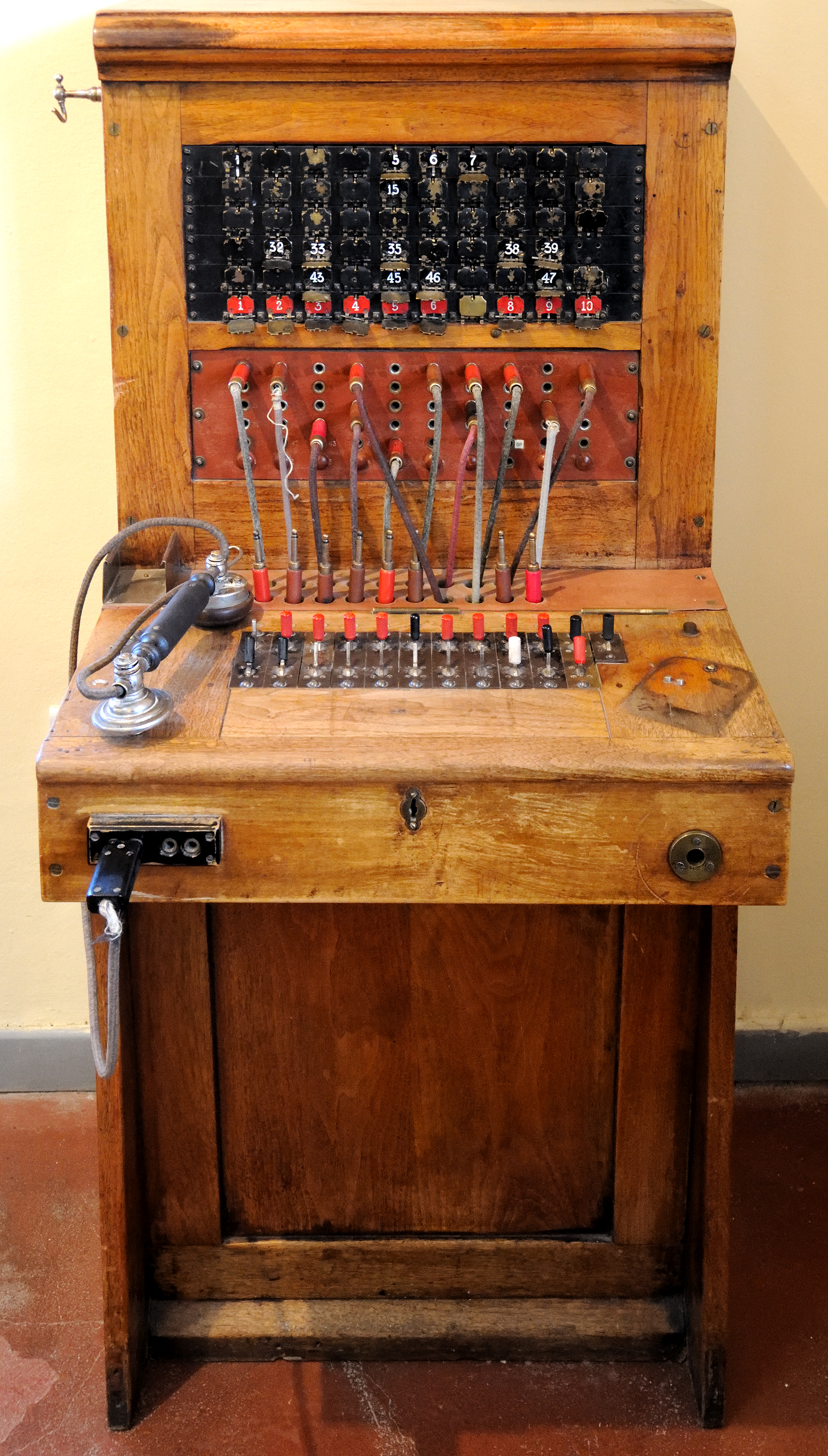
Viejo conmutador telefónico, en el Museo de Trelew, Trelew, República Argentina

Mucho ha cambiado en tecnología y costos desde la creación del primer conmutador en 1877. América Latina no fue ausente en el desarrollo tecnológico de esta industria.
En un comienzo se utilizaban switches eléctricos precarios y posteriormente se inclinó al uso de la operadora manual que derivaba las llamadas del centro de llamadas al interno correspondiente. 
Lentamente se fue cambiando el pool de operadoras al uso de lámparas de vacío que accionaban relays mecánicos para poder desviar y conmutar llamadas. En la década de los 70, el salto tecnológico, impulsado por la electrónica, pega con fuerza a la industria de la telefonía. En pocos años el parque entero de centrales telefónicas queda obsoleto ante una tecnología de menor costo y mayor eficiencia energética. De este punto en adelante la electrónica se ocupó principalmente en reducir el tamaño de los componentes, mediante el uso de circuitos integrados, y una mejora continua en los diseños.
En 1977, DGT Electrónica (nombre pensado en referencia a DIGITAL) lanza al mercado la línea TTL, con una capacidad de 25 líneas urbanas y 160 internos destinada al sector privado. Este evento fue la creación de la primera central telefónica electrónica desarrollada y producida en América Latina.
Esta es la incursión de una pequeña empresa Argentina destinada a batallar en el mercado de las telecomunicaciones. Pionera en el desarrollo de Centrales telefónicas electrónicas, es capaz de competir contra empresas como SIEMENS. En pocos meses desarrolla un producto sólido y de calidad logrando órdenes de compra por 2MMU$D sin tener el producto fabricado. Un emprendimiento basado en una tecnología de ruptura con fuerte demanda y beneficios. A los grandes fabricantes mundiales les tomaría varios años adaptarse al cambio tecnológico.
En el aspecto comercial se crea una red de comercialización que incluye los mayores países de Latinoamérica y asociaciones con empresas destacadas del rubro.
Años después, con el respaldo de la Gerencia de Desarrollo y Tecnología “Jorge A. Sabato” del Banco de la Provincia de Buenos Aires, inicia el desarrollo de una nueva línea de centrales telefónicas de última generación presentes en el mercado hasta 1998. 
Esta serie DGT MICRO con capacidad de hasta 1200 puertos apuntaba a satisfacer las necesidades tanto del mercado público como privado.
Actualmente se puede visitar en el Museo de las Telecomunicaciones de la Ciudad Autónoma de Buenos Aires, un modelo histórico de la primera central telefónica electrónica desarrollada y producida íntegramente en Latinoamérica.
Brasil (Intelbras) es un gran productor de centrales telefónicas; en el Perú Skyphone Systems ha logrado incorporar centrales telefónicas a muy bajos precios para lograr llegar a los pequeños y medianos empresarios, así como a los hogares de los latinoamericanos.

## Principales fabricantes
- Cisco
- Avaya
- Alcatel
- 3CX
- LG Ericsson
- Aastra Technologies Limited   (Netcom Neris)
- Oki
- Samsung
- NEC Philips
- SIEMENS
- SKYPHONE
- Intelbras
- Panasonic (Dejó de fabricar en el año 2020)